# Bob's Birthday
Bob's Birthday é um filme de animação em curta-metragem anglo-canadense de 1993 dirigido e escrito por Alison Snowden e David Fine. Venceu o Oscar de melhor curta-metragem de animação na edição de 1994.